# James Runcie

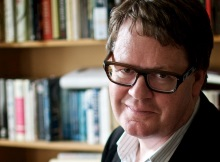
James Runcie, 2012

James Runcie (* 7. Mai 1959 in Cambridge) ist ein britischer Autor, Fernsehproduzent, Theaterregisseur und Dokumentarfilmmacher.

## Leben
James Runcie ist der Sohn des anglikanischen Theologen Robert Runcie, zu jener Zeit Dekan des College Trinity Hall, später u. a. Bischof von Saint Albans und Erzbischof von Canterbury, und der Pianistin Rosalind Runcie. Er besuchte die Dragon School bei Oxford, das Marlborough College in Marlborough und das Trinity Hall in Cambridge. 1981 erhielt James Runcie an der University of Cambridge einen Grad erster Klasse im Fach Englisch.
Von 1983 bis 1986 arbeitete James Runcie als Autor und Regisseur bei BBC Scotland. Des Weiteren arbeitet Runcie für Channel 4, BBC und ITV. Der Dokumentarfilm My Father (2000) wurde zwei Wochen vor dem Tod James Runcies Vaters gedreht und ist somit die letzte Aufnahme eines Interviews mit dem ehemaligen Bischof.
Von November 2006 bis Oktober 2007 begleitete James Runcie ein Jahr lang die Schriftstellerin Joanne K. Rowling, während sie am letzten Band der Harry-Potter-Heptalogie, Harry Potter und die Heiligtümer des Todes (im Original: Harry Potter And The Deathly Hallows) arbeitete. Der Dokumentarfilm zeigt viele Dinge aus Joanne K. Rowlings alltäglichem Leben, Teile ihrer schwierigen Kindheit, der langen Arbeitslosigkeit und dem Findungsprozess, bis hin zur Idee und dem Ende der Harry-Potter-Reihe. Der Film erhielt von Fans einiger Communitys positive Reaktionen. Runcie führte die Interviews und sprach den Dokumentartext selbst, sodass es umso verblüffender war, dass der Film, als er in den Vereinigten Staaten ausgestrahlt wurde, von einer Frau, Elizabeth Vargas, dokumentiert wurde.
Ab 2009 bis 2013 war er Intendant des Bath Literatur-Festivals.

## James Runcie als Autor

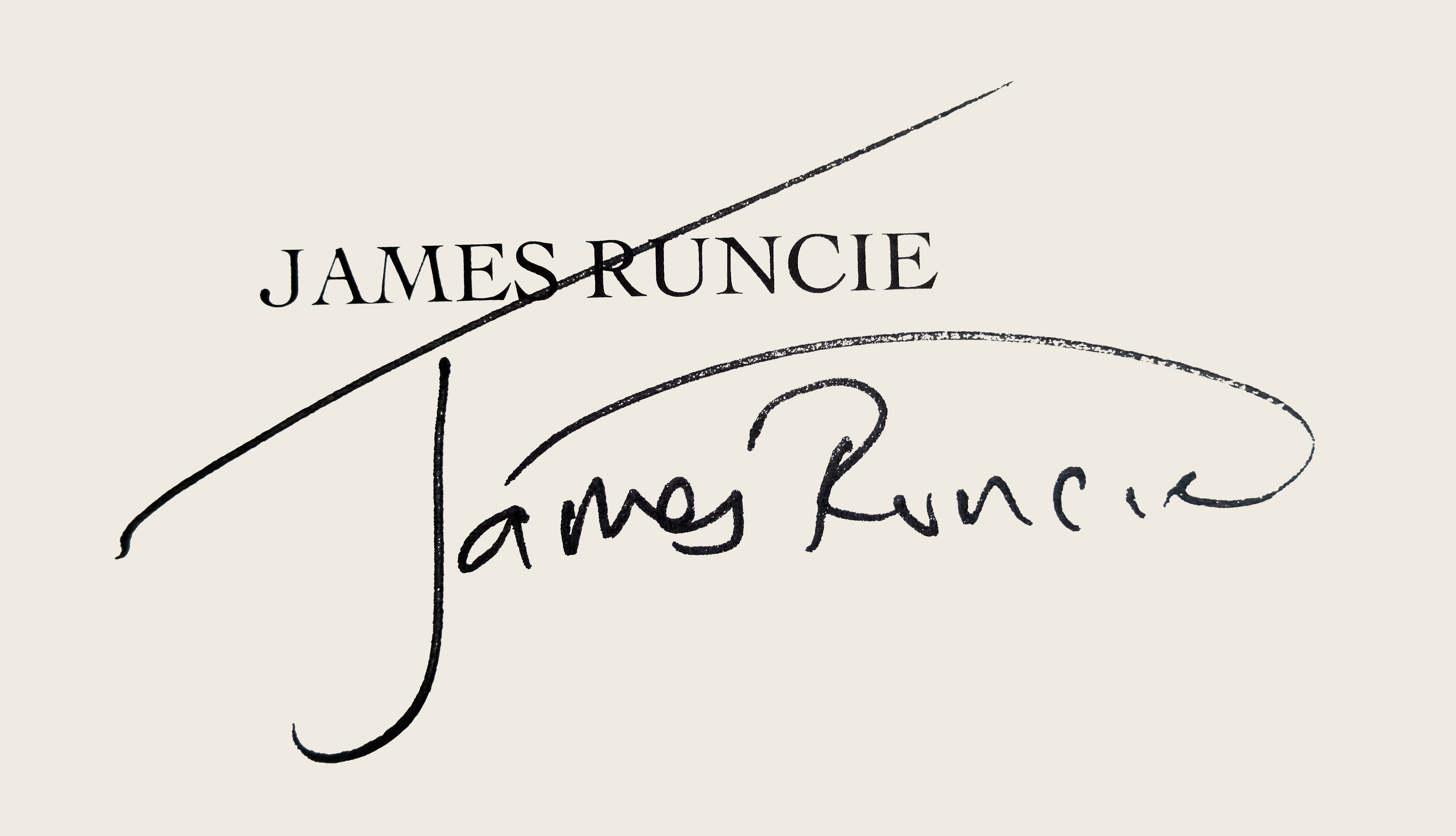
Autoren.Signatur

James Runcie hat zwischen 2001 und 2009 vier Romane geschrieben:
- Canvey Island, eine Erzählung die zu Zeiten des britischen Postkrieges spielt
- The Discovery Of Chocolate
  - Die Entdeckung der Schokolade, eine philosophische Komödie, die von einem Mann handelt, der 500 Jahre lang versucht, nur mit Liebe und Schokolade zu leben
- East Fortune
- Colour Of Heaven
  - Die Farbe des Himmels

2012 erschien seine Sammlung von historischen Kriminal-Kurzgeschichten Der Schatten des Todes: Sidney Chambers ermittelt (Sidney Chambers and the Shadow of Death), der bis 2017 fünf weitere Bände folgen sollten. In der Figur des Hobbydetektivs, einem Landpfarrer aus einem Dorf in der Nähe von Cambridge in den 1950er und 1960er Jahren, verarbeitete er u. a. Erfahrungen seines Vaters. Die Bücher wurden ab 2014 zur Vorlage der ITV-Serie Grantchester.
Die Kurzgeschichten wurden im Vereinigten Königreich von Bloomsbury Publishing veröffentlicht. Die Sammlungen erscheinen seit 2014 auch in deutscher Übersetzung. 2020 erschien mit The Road To Grantchester die Vorgeschichte dazu, wie Sidney Chambers als Veteran des Zweiten Weltkriegs im Nachkriegs-London seine Berufung fand.
- Sidney Chambers and the Shadow of Death: Grantchester Mysteries 1, London 2012
  - Der Schatten des Todes: Sidney Chambers ermittelt, Hamburg 2016
- Sidney Chambers and The Perils of the Night: Grantchester Mysteries 2, London 2013
  - Die Schrecken der Nacht: Sidney Chambers ermittelt, Hamburg 2017
- Sidney Chambers and The Problem of Evil: Grantchester Mysteries 3, London 2014
  - Das Problem des Bösen: Sidney Chambers ermittelt, Hamburg 2018
- Sidney Chambers and The Forgiveness of Sins: Grantchester Mysteries 4, London 2015
  - Die Vergebung der Sünden: Sidney Chambers ermittelt, Hamburg 2019
- Sidney Chambers and The Dangers of Temptation: Grantchester Mysteries 5, London 2016
- Sidney Chambers and The Persistence of Love: Grantchester Mysteries 6, London 2017
- The Road To Grantchester, London 2020

2022 erschien ein weiterer Roman, in dem Johann Sebastian Bach einer der Protagonisten ist:
- The Great Passion. Bloomsbury, London 2022, ISBN 978-1-4088-8551-2.

## Privatleben
1985 heiratete James Runcie die Radioproduzentin Marilyn Elsie Imrie, mit der er eine Tochter hat, die 1989 geborene Charlotte Runcie, die am Queen’s College der University of Cambridge studiert. James ist ebenfalls Stiefvater der 1978 geborenen Rosie Kallagher, einer Tochter seiner Frau, die diese mit in die Ehe gebracht hatte. Rosie Kallagher ist eine Intendantin.
James Runcie lebt mit seiner Ehefrau in Edinburgh.